# LPmitKev
LPmitKev (* 20. Juli 1990, bürgerlich Kevin Parol) ist ein ehemaliger deutscher Webvideoproduzent, der vorwiegend Let’s Plays produzierte, welche er auf der Videoplattform YouTube veröffentlicht hat. Er wurde durch Let’s Plays zum Videospiel Minecraft bekannt, produzierte jedoch auch andere Inhalte. Er war Betreiber eines Minecraft-Servernetzwerkes.

## YouTube-Kanal
Am 15. März 2011 gründete Parol seinen Kanal LPmitKev und begann Videos des Spieles Minecraft hochzuladen. Am 15. März 2011 lud er sein derzeit erstes Video über das Indie-Sandboxspiel hoch. Wenig später folgten auch andere Spiele, dennoch blieb Minecraft der prägnanteste Teil seines YouTube-Kanals.
Nach eigenen Aussagen begann er mit dem Produzieren von Videos, da er Spaß am Spielen hatte und ihn daraufhin der YouTuber Gronkh dazu inspirierte selber in diesem Bereich tätig zu werden. Der größere Erfolg kam jedoch erst nach Kooperation mit anderen Let’s Playern. Er nutzt eine Facecam, um seine Reaktionen während des Spielens einzufangen.
Sein YouTube-Kanal ist bei dem YouTube-Netzwerk Studio71 unter Vertrag.
Parol produziert neben Gamingvideos auch Vlogs. Außerdem hat er an den YouTube-Showevents Last Man Standing 3 sowie Legends Of Gaming teilgenommen.
Im Januar 2016 erreichte er die Eine-Million-Abonnenten-Marke. Er zählt somit zu den größten YouTubern Deutschlands.
Im Juli 2017 rief er das LuckyBedwars Turnier, ein Wettkampf von Zuschauern im gleichnamigen Spielmodus auf seinem Minecraftserver, ins Leben. Es folgten mehrere Entscheidungsrunden bis zum Finale, Ende August 2017 auf der Gamescom, das live auf YouTube übertragen wurde.
In einem Stream am 24. März 2023 auf der Streamingplattform Twitch kündigte Kevin Parol die Einstellung seiner zwölfjährigen Tätigkeit auf Youtube und Twitch an. Er möchte sich komplett von Social Media zurückziehen. Als Begründung führte er private und wirtschaftliche Gründe an. So möchte sich Kevin Parol zunächst auf seine Familie konzentrieren. Er möchte sich außerdem weiterbilden und hat nach eigenen Aussagen bereits ein Berufsangebot im Bereich Finanzwesen angenommen. Die Kanäle sind seit Oktober beide stillgelegt.

## Leben
Kevin Parol wohnt in Hannover und hat zwei Brüder, Tomek und Maik, welche auch in der Let’s-Play-Szene tätig sind. Außerdem betreibt er einen YouTube-Kanal gemeinsam mit seinen Brüdern, welcher sich die GeiloFamily nennt. Dieser ist jedoch schon seit einigen Jahren inaktiv und die Videos entfernt.